# Command and Conquer: The First Decade
Command and Conquer: The First Decade est une compilation de jeux vidéo sous la licence Command and Conquer édité par Electronic Arts le 7 février 2006. Elle inclut aussi un DVD de Bonus et un poster A3.

## Comparaison avec les jeux originaux
Bien que les jeux aient été disponibles en français à leur sortie, ce pack n'est disponible qu'en anglais.
La version 1.0 du pack contient des bugs qui ne sont pas présents dans les jeux originaux. Les deux patchs officiels (1.01 et depuis le 18 avril 2006, 1.02) tendent à les corriger.
Les programmes d'installation très soignés des jeux originaux ont été remplacés par un simple et unique InstallShield. De même, les autorun ont été remplacés par un menu unique.
Les modes multijoueur par Internet n'ont pas été mis à jour et ne fonctionnent donc pas. Le correctif non officiel 1.03 tend à corriger cette situation notamment pour les deux premiers titres : Command and Conquer et Alerte Rouge. Ce patch supprime aussi un Gigaoctet de vidéos inutiles et ajoute les niveaux distribués par Westwood peu après la sortie de chaque titre.

## Le DVD de Bonus
Un concours a permis à plusieurs fan de mettre une de leurs vidéos dans le DVD.

## Titres inclus
- Command and Conquer
  - Command and Conquer : Conflit du Tibérium - Opérations survie
- Command and Conquer : Alerte rouge
  - Command and Conquer : Alerte rouge - Missions Taïga
  - Command and Conquer : Alerte rouge - Missions M.A.D.
- Command and Conquer : Soleil de Tiberium
  - Command and Conquer : Soleil de Tiberium - Mission Hydre
- Command and Conquer : Alerte rouge 2
  - Command and Conquer : Alerte rouge 2 - La Revanche de Yuri
- Command and Conquer: Renegade
- Command and Conquer: Generals
  - Command and Conquer: Generals - Heure H

(Sur ces dix années, il ne manque à la franchise que Command and Conquer : Conflit du Tibérium - Sole Survivor).